# Battaglia di Galialaukė
La battaglia di Galialaukė (riportata anche nelle forme Galilauki, Galelouken o Galelauken) fu uno scontro combattuto tra gli eserciti del Granducato di Lituania e quello dei Cavalieri teutonici nei pressi del castello di Ragnit il 14 agosto 1338.

## Fonti
La traduzione latina superstite della Cronaca di Wigand di Marburgo descrive in maniera assolutamente fugace l'episodio storico: «E fu combattuta una feroce battaglia, nella quale furono uccisi 1 220 pagani». Le altre fonti note indicano soltanto che i lituani e i teutonici combatterono nei dintorni Ragnit oppure non citano affatto la località. Per questo motivo, il sito esatto in cui i due eserciti si scontrarono resta avvolto dal mistero.
La battaglia viene descritta in modo molto più completo dal cronista del XVI secolo Caspar Schütz, che si basò soprattutto sulla versione originale non sopravvissuta della cronaca di Wigand di Marburgo, ritenuta una fonte affidabile. In questo caso, tuttavia, il resoconto fornito è talmente più ampio che si potrebbe sospettare che avesse utilizzato una fonte aggiuntiva o che avesse interpolato lo scritto. Lo stesso Wigand distorse la storia, associando in maniera errata la battaglia di Galialaukė alla campagna di Medininkai del 1337 (per questo motivo, alcuni storiografi hanno ipotizzato che gli scontri fossero avvenuti in Samogizia).

## Antefatti
Per gran parte del regno del granduca Gediminas, salito al potere nel 1316, gli scontri tra la Lituania e i Cavalieri teutonici che intendevano convertire quello Stato pagano non furono molto intensi. Tra la fine del 1323 e l'inizio del 1328 restò in vigore una tregua, legata alle false promesse di battesimo avanzate da Gediminas per evitare che la Lituania fosse attaccata dagli ordini religiosi cavallereschi.
La situazione geopolitica si complicò nel 1328, quando gli abitanti di Riga, insorti contro i Cavalieri di Livonia per via delle limitazioni imposte nei commerci verso la Rus' e la Lituania, sollecitarono Gediminas a intervenire affinché li aiutasse a scacciare i loro signori. Avendo risposto positivamente alla richiesta di soccorso, il sovrano lituano imperversò con le sue truppe nelle zone interne della Terra Mariana, spingendo il Gran maestro di Livonia, Eberhard von Monheim, a pianificare una controffensiva avvalendosi dell'assistenza di Giovanni I di Boemia. Quest'ultimo, che aveva deciso di partecipare a una crociata contro i pagani, riuscì a prevalere sui suoi nemici a Medvėgalis, nel Granducato, nel febbraio del 1329, convertendo in quel frangente 6 000 Lituani al cristianesimo; tuttavia, essi tornarono ad abbracciare il vecchio credo quando il boemo se ne andò. Nel mese successivo il Gran maestro cinse d'assedio la ribelle Riga e la costrinse alla resa nel marzo del 1329. I cittadini furono costretti a rompere ogni legame con il Granducato e ad accettare la presenza di una guarnigione teutonica di stanza in città. Il supporto esterno di Gediminas alla rivolta avvenuta a Riga contro il clero e l'Ordine di Livonia costò la rottura dei rapporti pacifici tessuti negli anni passati con l'arcidiocesi dell'odierna capitale lettone. Tempo dopo, nel settembre del 1330, Gediminas approfittò della guerra polacco-teutonica in corso e scatenò un grande attacco in direzione della Prussia meridionale. Benché questa campagna li avesse avvantaggiati, i soldati polacchi raggiunsero quelli lituani soltanto in un secondo momento, suscitando l'ira di Gediminas, il quale si aspettava il loro supporto. Nel 1331 gli scontri tra i crociati e i guerrieri baltici ricominciarono, trascinandosi in Samogizia, ovvero la regione che i cristiani intendevano conquistare, fino al 1334.

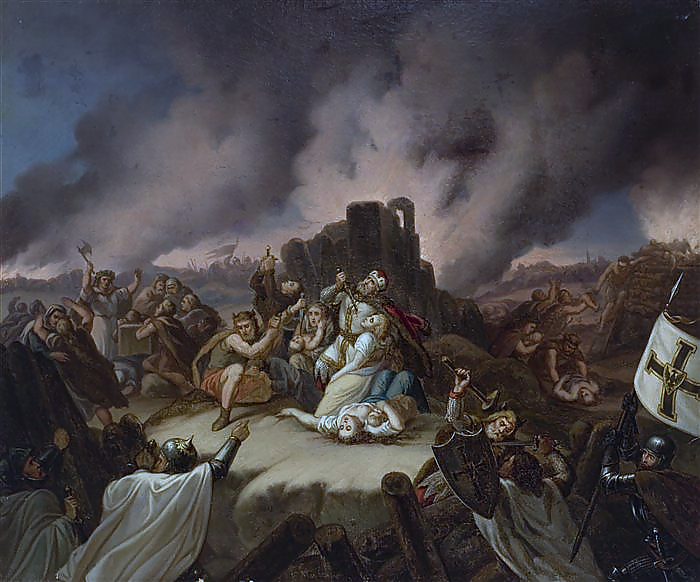
Il duca Margiris difende Pilėnai dall'Ordine teutonico in un'opera di Władysław Majeranowski (1817-1874)

Il naufragio della strategia religiosa interlocutoria di Gediminas e la fragilità della Polonia, provata dalla guerra che l'aveva afflitta con i teutonici fino al 1332 e vincolata al rispetto di una tregua fortemente richiesta da Casimiro III, spinsero la Prussia a sfruttare il momento favorevole proclamando una nuova crociata nel 1336, la quale raccolse diversi sostenitori dall'Europa occidentale e provocò seri danni al Granducato. La forza degli stranieri si rivelò dirompente per i Lituani a difesa dell'importante presidio di Pilėnai, con i suoi occupanti che preferirono suicidarsi in massa pur di non cadere nelle mani nemiche.
Il rigido inverno rese impossibile proseguire i combattimenti, ma nella primavera del 1337 il duca Enrico XIV di Baviera, uno dei partecipanti stranieri alla crociata, supervisionò la costruzione di un castello sulle rive del fiume Nemunas che prese in suo onore il nome di Bayerburg e che fu realizzato in sole tre settimane. I teutonici riponevano grandi speranze in questa struttura per la sua posizione strategica e, pertanto, Gediminas si lanciò subito contro la roccaforte per tentare di espugnarla tra giugno e luglio, ma venne respinto e il suo alleato nei combattimenti, il duca di Trakai, perse la vita in quel frangente.  Quest'ultimo fu incautamente confuso con Gediminas dal cronista polacco Jan Długosz, circostanza che alimentò la nascita del falso mito secondo cui il sovrano fosse morto a Bayerburg. Mentre altre teorie vogliono che a morire fosse stato un fratello di Gediminas, Tomas Baranauskas ha sottolineato come vada ritenuto verosimile il fatto che il sovrano lituano insediò come nuovo duca di Trakai suo figlio Kęstutis, il quale certamente amministrava Trakai sia al momento della morte del padre (1341) sia fino al 1382.
Dopo aver subito gravi perdite, l'esercito di Gediminas si ritirò da Bayerburg e il maresciallo crociato Heinrich Dusemer (futuro Gran maestro), su ordine del Gran 
maestro Dietrich von Altenburg, poco dopo attaccò e devastò il centro della Samogizia, nei pressi di Medininkai. La perdita del castello di Pilėnai e la costruzione del castello di Bayerburg, non espugnato dai baltici, non poteva lasciare indifferente Gediminas rimanere senza una risposta lituana. Per questo motivo, nell'agosto del 1338 fu organizzata un'incursione nei pressi di Ragnit, forse nella speranza di riuscire a distruggere il castello locale da cui partivano varie spedizioni crociate verso la Lituania.

## La battaglia

### Preparativi e fasi iniziali
Per l'estate del 1338, non fu pianificata una grande invasione della Prussia nel 1338. Le cronache prussiane riferiscono esclusivamente di scontri avvenuti alle porte del castello di Ragnit e iniziarono abbastanza rapidamente ad attaccare qua e là. Stando a quanto riferito dalle fonti, il maresciallo dell'Ordine Heinrich Dusemer «scorse i lituani mentre assediavano il castello di Ragnit e i fratelli [teutonici] al suo interno».
Wigand di Marburgo è l'unico autore a fornire la durata dell'incursione o dell'assedio. A suo giudizio, «un gran numero di Lituani e Samogiti invase il territorio [prussiano], generando scompiglio per tre giorni», cioè il 12-14 agosto. Tre giorni sono sufficienti per devastare un'area più vasta di quella di Ragnit, ma se l'obiettivo principale della marcia fosse stato effettivamente il castello, le truppe non potevano essere distribuite su una zona troppo ampia. A giudizio di Tomas Baranauskas, l'esercito lituano era più numeroso del nemico, in quanto erano stati reclutati non solo guerrieri della Samogizia, ma anche dal resto della Lituania (specie dall'Aukštaitija).

### Lo scontro in Prussia
Il 14 agosto 1338, i crociati, guidati dal maresciallo dei Cavalieri teutonici Heinrich Dusemer, ingaggiarono battaglia contro i lituani a Galialaukė, vicino a Ragnit. Secondo Caspar Schütz, l'esercito lituano era addirittura tre volte più numeroso di quello crociato, circostanza che getta dei dubbi sull'effettiva potenza dei teutonici dell'epoca. Sempre lo stesso autore riferisce che il maresciallo avesse tenuto un lungo discorso ispiratore basato sui valori cristiani e su una retorica anti-pagana che «toccò le giuste corde».
In un punto del discorso si dice che i cristiani devono difendere il bottino ottenuto in un'incursione precedente, verosimilmente quella di Medininkai del 1337. Si tratta di un'errata associazione compiuta da Caspar Schütz della battaglia di Galialaukė e di Medininkai, in quanto, come già detto, i due eventi non sono storicamente correlati. Ispirati dal discorso del maresciallo, i crociati sbaragliarono i lituani e li costrinsero alla fuga. Tuttavia, il comandante ordinò di non inseguire i superstiti, ritirandosi egli stesso in prima persona per dare l'esempio. Il timore era infatti quello di venire colti di sorpresa da un nuovo attacco di Gediminas. Questo indizio potrebbe suggerire come la disfatta dei lituani non fu assoluta, ma ancora una volta l'ambiguità delle fonti a disposizione rende impossibile ritenere quanto l'informazione sopra menzionata possa essere affidabile. Poiché Ragnit si trovava nel cuore del territorio crociato, resta difficile credere che i baltici potessero contare su una località sicura da cui poter tendere delle imboscate in tempi brevi e in maniera indisturbata.

## Conseguenze

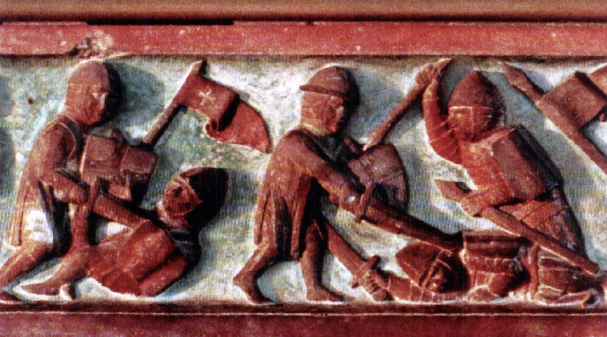
Lituani combattono i Cavalieri teutonici in un bassorilievo del XIV secolo del castello di Malbork

Se si ritiene verosimile il resoconto fornito da Caspar Schütz, bisognerebbe ritenere che i teutonici sconfissero sì gli avversari senza però prevalere nettamente. D'altra parte, l'unico dato a disposizione che può far ritenere sfavorevole l'esito della battaglia per i lituani è quello legato al numero delle loro perdite, cioè 1 220. Si pensa che i crociati fecero ritorno in Sambia dopo gli scontri. La battaglia dimostra che le disfatte lituane a Pilėnai e a Bayerburg non avevano alterato l'equilibrio di potere tra i Cavalieri teutonici e il Granducato, considerando che le lotte continuarono a susseguirsi in maniera frequente. La stipula di una tregua decennale con l'Ordine di Livonia nel novembre del 1338 non placò infatti del tutto la situazione, in quanto alcuni combattimenti su scala minore si trascinarono fino alla morte di Gediminas. Ad ogni modo, le operazioni su larga scala come nel 1336, quando aveva partecipato alla crociata Giovanni di Boemia, non ebbero più luogo se non decenni dopo.
I piani crociati di fare vita a una rapida e facile conquista della Lituania si dissiparono come fumo dopo la costruzione del castello di Bayerburg, che fu incendiato e non divenne mai la capitale della Lituania conquistata, come invece confidavano i cristiani.

## Giudizio storiografico
La storiografia meno recente riteneva che la battaglia di Galialaukė fosse avvenuta per vendicare la morte di Gediminas avvenuta nel 1337 durante l'assedio di Bayerburg. Si tratta tuttavia di un'inesattezza generale dal cronista polacco Jan Długosz, il quale colloca erroneamente la morte del granduca a un anno antecedente al 1341, anno dell'effettiva dipartita di Gediminas. Lo studioso Simonas Daukantas scrisse nella sua Storia della Lituania che con la battaglia di Galialaukė (da lui indicata come «Galekūņi»), che egli collocava in maniera sbagliata in Samogizia, i Samogiti «avevano vendicato la morte del celebre e degno di onore granduca Gediminas». Sulla base di quest'affermazione, è lecito affermare che Simonas Daukantas considerava questa battaglia come una vittoria per l'esercito lituano.
Molti altri storici hanno invece avuto l'impressione opposta, malgrado la questione resti ancora irrisolta. In una sua recente monografia dedicata al granduca Kęstutis e a sua moglie Birutė, Inga Baranauskienė ha riabbracciato il giudizio di Daukantas e ha ritenuto che «la battaglia di Galialaukis dovrebbe essere considerata una vittoria piuttosto che una sconfitta»; inoltre, le ha assegnato rilevanza perché ritiene che essa fosse stata la prima battaglia in cui avrebbe combattuto Kęstutis, all'epoca duca di Trakai. Malgrado la grande precisione fornita da Wigand di Marburgo riguardo al computo delle vittime lituane, egli non fornisce alcun dato relativamente a quelle crociate, ritenute da Tomas Baranauskas comunque «considerevoli». Quest'ipotesi trova fondamenta nel fatto che il cronista prussiano descrive la battaglia come «feroce» o «cruenta» (in latino acre), motivo per cui non emerse un netto vincitore al termine della contesa. Pertanto, sempre a giudizio dello stesso studioso moderno, la vittoria crociata fu estremamente risicata.